# James Isaac
James Isaac (5. června 1960 – 6. května 2012) byl americký filmový režisér.

## Filmy
Svůj první film natočil ke konci osmdesátých let, od té doby do roku 2001 jinak žádný film nenatočil. V roce 2001 natočil hororový film Jason X, který je v pořadí desátým filmem v americké hororové sérii Pátek třináctého. Později natočil další 2 filmy.